# Buthacus pakistanensis
Espèce
Buthacus pakistanensis est une espèce de scorpions de la famille des Buthidae.

## Distribution
Cette espèce est endémique du Sind au Pakistan. Elle se rencontre dans le district de Sukkur dans le désert du Thar.

## Description
Le mâle holotype mesure 65,7 mm et la femelle paratype 60,4 mm.

## Étymologie
Son nom d'espèce, composé de pakistan et du suffixe latin -ensis, « qui vit dans, qui habite », lui a été donné en référence au lieu de sa découverte, le Pakistan.

## Publication originale
- Lourenço & Qi, 2006 : « A new species of the genus Buthacus Birula, 1908 (Scorpiones, Buthidae), from Pakistan. » Boletín de la Sociedad Entomológica Aragonesa, no 39, p. 161-164 (texte intégral).